# Шелкопряд тополёвый малый
Шелкопряд тополёвый малый (лат. Gluphisia crenata) — ночная бабочка из семейства Хохлатки.
Вид распространён в Европе, России, Китае и Японии. Он также встречается в Северной Америке, где он традиционно рассматривается как отдельный вид Gluphisia septentrionis.
Размах крыльев составляет 28—34 мм. Верхние крылья светло-серые или чёрно-серые. Летает с апреля по август. Бывает два поколения в зависимости от места проживания. Яйца зелёные, круглые. Личинки гладкие, жёлто-зелёного цвета, питаются листьями различных видов тополя (Populus), таких как тополь чёрный (Populus nigra), тополь бальзамический (Populus balsamifera), осина (Populus tremula) и ива пурпурная (Salix purpurea). Куколка чёрная, короткая и матовая.